# Primer ministro de las Antillas Neerlandesas
El Primer Ministro de las Antillas Neerlandesas (en neerlandés: Minister-president van de Nederlandse Antillen) era el jefe de gobierno de dicha dependencia desde 1951 hasta su disolución, en 2010.
Dicho cargo era nombrado por el Gobernador de las Antillas Neerlandesas, quien era el representante del monarca soberano en dichas islas, y la última en sustentar este cargo fue Emily de Jongh-Elhage, perteneciente al Partido Alternativo Real (PAR).

## Primeros ministros
- Moises Frumencio da Costa Gomez: 18 de abril de 1951-15 de diciembre de 1954
- Efraïn F. Jonckheer: 15 de diciembre de 1954-14 de febrero de 1968
- Ciro Domenico Kroon: 14 de febrero de 1968-septiembre de 1969
- Gerald C. Sprockel: septiembre de 1969-diciembre de 1969
- Ernesto O. Petronia: diciembre de 1969-febrero de 1971
- Ramez Jorge Isa: febrero de 1971-junio de 1971 (primer periodo)
- Otto R.A. Beaujon: junio de 1971-octubre de 1972
- Ramez Jorge Isa: octubre de 1972-20 de diciembre de 1973 (segundo periodo)
- Juancho Evertsz: 20 de diciembre de 1973-agosto de 1977
- Lucina da Costa Gomez-Matheeuws: agosto de 1977
- Leo A.I. Chance: agosto de 1977-14 de octubre de 1977
- Boy Rozendal: 14 de octubre de 1977-6 de julio de 1979
- Miguel A. Pourier: 6 de julio de 1979-diciembre de 1979 (primer periodo)
- Dominico Martina: diciembre de 1979-18 de septiembre de 1984 (primer periodo)
- Maria Liberia Peters: 18 de septiembre de 1984-1 de enero de 1986 (primer periodo)
- Dominico Martina: 1 de enero de 1986-17 de mayo de 1988 (segundo periodo)
- Maria Liberia Peters: 17 de mayo de 1988-25 de noviembre de 1993 (segundo periodo)
- Susanne Camelia-Römer: 25 de noviembre de 1993-28 de diciembre de 1993 (primer periodo)
- Alejandro Felippe Paula: 28 de diciembre de 1993-31 de marzo de 1994
- Miguel Arcangel Pourier: 31 de marzo de 1994-14 de mayo de 1998 (segundo periodo)
- Susanne Camelia-Römer: 14 de mayo de 1998-8 de noviembre de 1999
- Miguel Arcangel Pourier: 8 de noviembre de 1999-3 de junio de 2002
- Etienne Ys: 3 de junio de 2002-22 de julio de 2003 (primer periodo)
- Ben Komproe: 22 de julio de 2003-11 de agosto de 2003
- Mirna Louisa-Godett: 11 de agosto de 2003-3 de junio de 2004
- Etienne Ys: 3 de junio de 2004-26 de marzo de 2006 (segundo periodo)
- Emily de Jongh-Elhage: 26 de marzo de 2006-10 de octubre de 2010